# Лиговский переулок
Ли́говский переу́лок — переулок в Центральном районе Санкт-Петербурга. Проходит от Пушкинской улицы до Лиговского проспекта.

## История
Переулок был проложен в 1876 году. Первоначально назывался Невским переулком. Название было дано по Невскому проспекту, проходящему параллельно переулку.
Современное название присвоено 7 марта 1880 года по Лиговскому каналу, протекавшему на месте Лиговского проспекта.